# Guntín
Guntín er en kommune i det nordvestlige Spanien i provinsen Lugo. Den har et indbyggertal på 2.529 (2024) indbyggere.